# Route nationale 54
Die Route nationale 54, kurz N 54 oder RN 54, war eine Nationalstraße in Frankreich.
Die Straße verlief von einer Kreuzung mit der Nationalstraße 3 in Metz zur Grenze nach Deutschland bei Ittersdorf. An der Grenze schließt sie an die Bundesstraße 269 an, die zur Bundesstraße 50 bei Kommen an. Der Straßenverlauf der Nationalstraße wurde 1824 festgelegt und geht auf die Route impériale 72 zurück.
1973 wurde die Straße zur Départementsstraße 954 herabgestuft. Sie verlief komplett durch das Département Moselle und hatte eine Länge von 41 Kilometern.
Während der Besetzung durch das Dritte Reich im Zweiten Weltkrieg war die Straße ein Teil der Reichsstraße 269.